# Gare de Cognac
La gare de Cognac est une gare ferroviaire française de la ligne de Beillant à Angoulême. Elle est située sur le territoire de la commune de Cognac, sous-préfecture de la Charente, en région Nouvelle-Aquitaine. 
Elle est desservie par les trains du réseau TER Nouvelle-Aquitaine.

## Situation ferroviaire
Établie à 27 mètres d'altitude, la gare de Cognac est située au point kilométrique (PK) 17,277 de la ligne de Beillant à Angoulême, entre les gares ouvertes de Beillant et de Jarnac-Charente. Elle est séparée de Beillant par celles aujourd'hui fermées de Rouffiac, Brives - Chérac, Le Pérat et Merpins. Elle est séparée de Jarnac-Charente par les gares de Gensac-la-Pallue et Bourg-Charente, elles aussi fermées.
Elle était également autrefois le terminus de la ligne de Saint-Jean-d'Angély à Cognac, la gare qui précède est la halte de Crouin.

## Histoire
La Compagnie des chemins de fer des Charentes, dont six des dix-huit plus gros actionnaires sont des sociétés locales de négoce d'eaux-de-vie (Hennessy, Martell, Salignac-sur-Charente...), obtient la concession de la ligne. Ce sera une ligne à double voie et écartement normal et la section Angoulême-Cognac est inaugurée le 16 octobre 1867. Après 1945, elle passe en voie unique.
En face de cette gare, devenue gare du réseau de l'État en 1878, est installée celle de la  Compagnie de chemins de fer départementaux (CFD) en 1896 qui exploite la ligne de Saint-Jean-d'Angély à Cognac sur le réseau des Charentes et Deux Sèvres construit à voie métrique, avec en Charente les gares de Cognac-Saint-Jacques, Cherves et Saint-Sulpice. 
Le matériel moteur est fourni par les établissements Cail puis des autorails Billard série A80D. La ligne ferme en 1950.
En 1910 la gare EC (chemins de fer économiques des Charentes) est installée à côté de celle des CFD. La ligne Cognac à Barbezieux construite également à voie métrique, dessert entre 1910 et 1939,  les gares de Genté, Roissac, Segonzac, Juillac-le-Coq, Saint-Fort-sur-le-Né,Archiac et Barbezieux avec 3 aller-retour quotidiens à la vitesse moyenne de 20 km/h.
La gare de Cognac était aussi le terminus de la ligne industrielle Champblanc - Cognac des établissements Daunizeau puis Garandeau. C'est une voie unique étroite, qui n'est autorisée dans un premier temps que pour la traction animale. Les demandes d'autorisation d'utilisation de locomotives à vapeur, faites dès 1895, n'aboutissent qu'en 1904. Le matériel consiste en cinq locomotives et des wagons plats qui acheminent 35 000 tonnes de sacs de plâtre par an jusqu'à la destruction de la voie par un bombardement et le refus administratif de sa reconstruction.
Le 15 janvier 1972, un train de wagons-citernes  manœuvrant en gare de Gensac-la-Pallue, déraille. Malgré la fusée de protection allumée par la garde-barrière au passage du CD 158, l'autorail venant de Jarnac-Charente le percute. Cet accident fait 3 morts et 97 blessés.
En 2022, selon les estimations de la SNCF, la fréquentation annuelle de la gare était de 158 552 voyageurs contre 147 237 voyageurs en 2019.

## Service des voyageurs

### Accueil
Le bâtiment a été rénové tout en gardant sa structure primitive. La gare et son guichet sont ouverts tous les jours afin d’abriter et de vendre des billets aux voyageurs. Un distributeur de billets automatique est disponible afin de vendre des billets TER. Les services Accès plus et Accès TER permettent une meilleure accessibilité au train.

### Desserte
Il y a le plus souvent chaque jour 10 allers et retours Saintes-Angoulême avec des correspondances à Angoulême et à Saintes mais il y a chaque jour 2 trains directs pour La Rochelle-Porte-Dauphine et 6 trains directs pour Royan. Tous les trains s'arrêtent à la gare de Cognac.

Installations et desserte
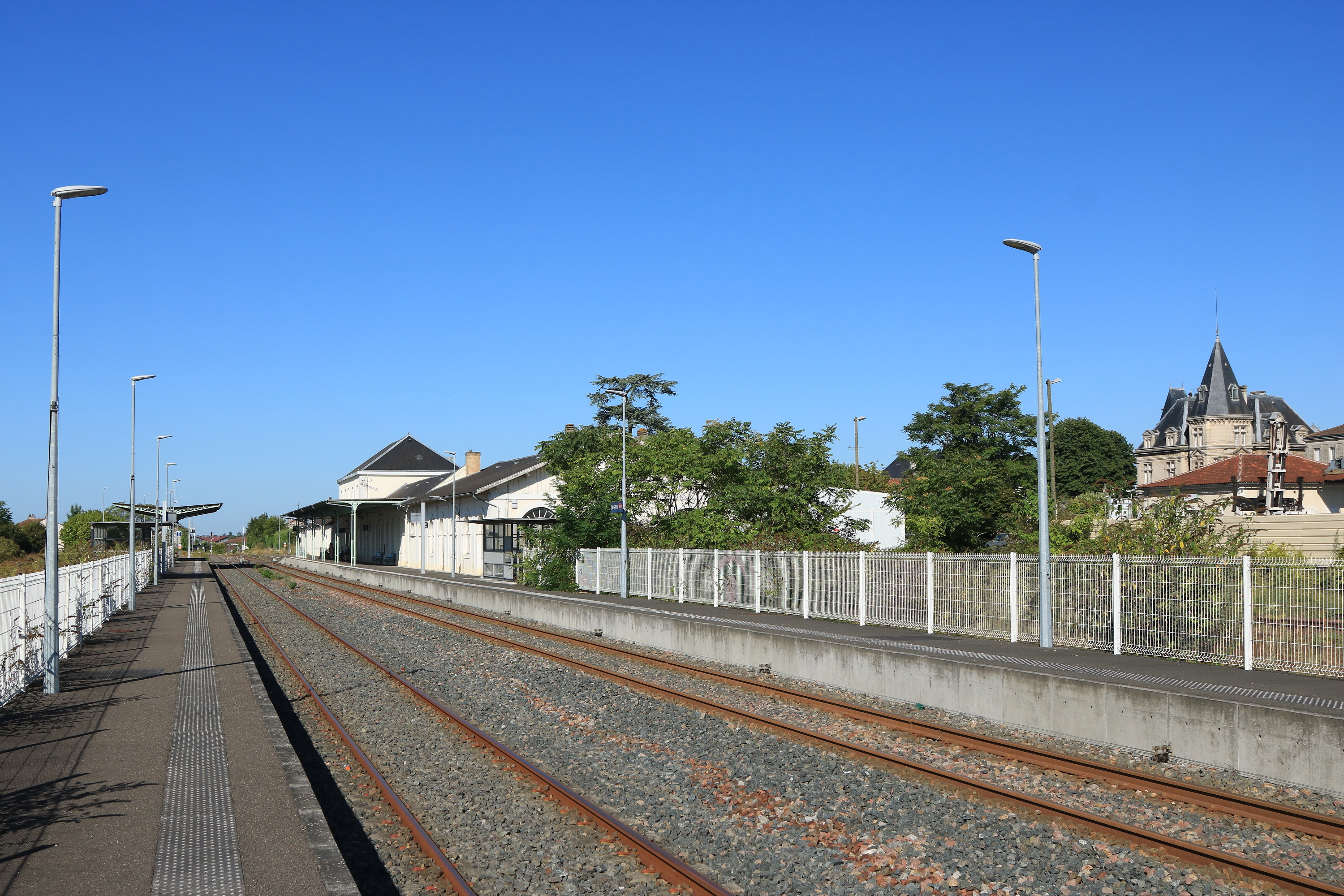
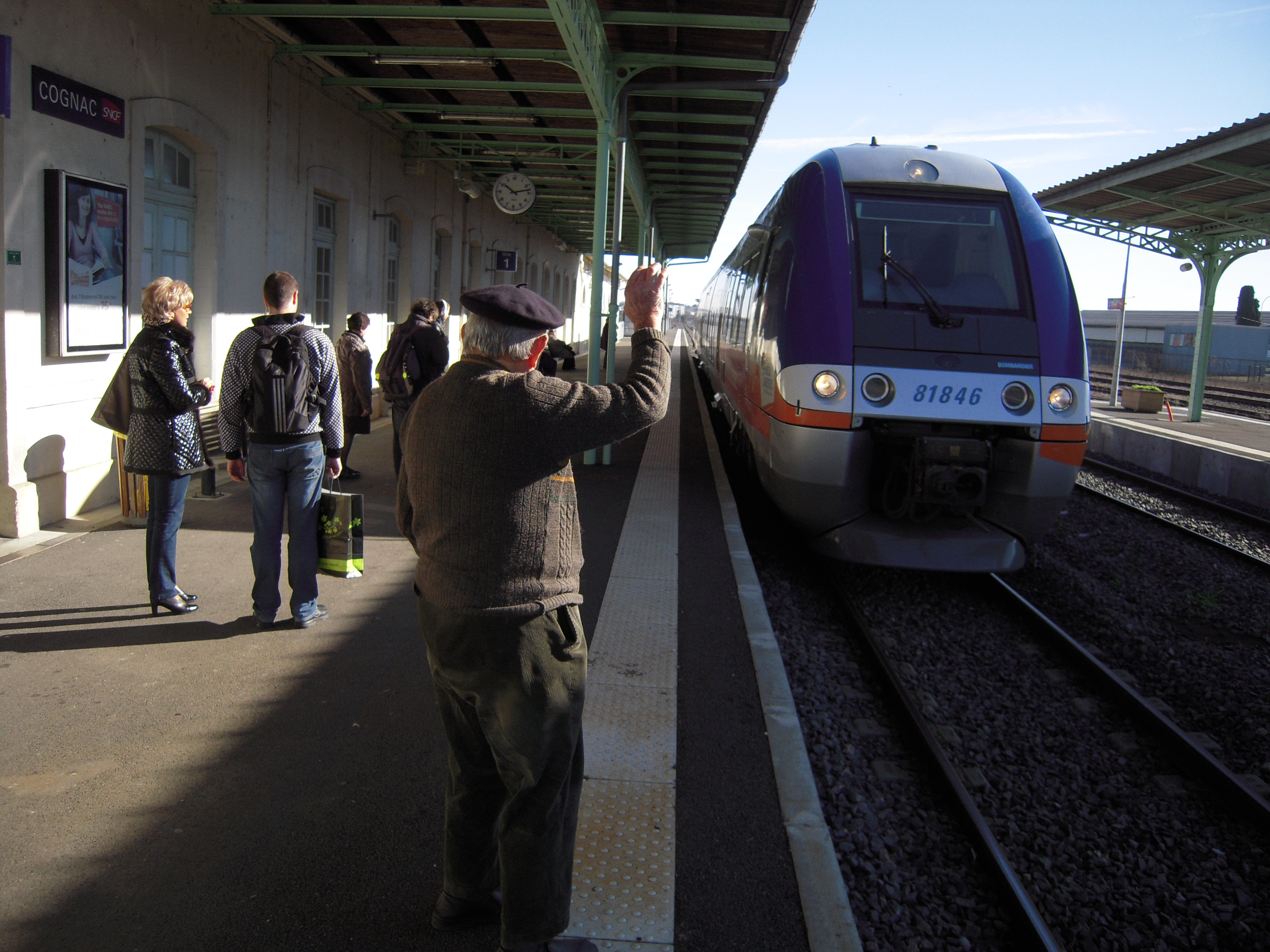
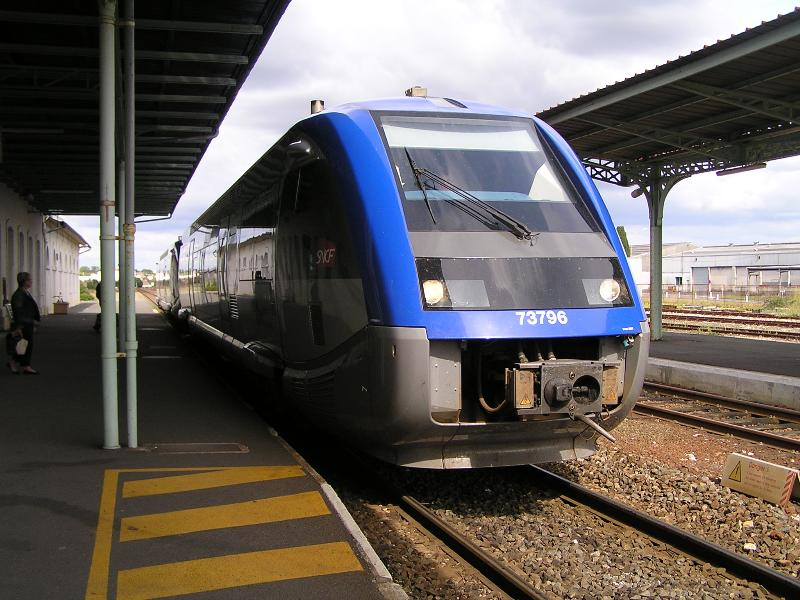

### Intermodalité
Un parc pour les vélos et un parking pour les voitures sont disponibles à proximité.

## Fréquentation
De 2015 à 2023, selon les estimations de la SNCF, la fréquentation annuelle de la gare s'élève aux nombres indiqués dans le tableau ci-dessous:
| Année     | 2015    | 2016    | 2017    | 2018    | 2019    | 2020   | 2021   | 2022    | 2023    |
| --------- | ------- | ------- | ------- | ------- | ------- | ------ | ------ | ------- | ------- |
| Voyageurs | 154 573 | 140 759 | 150 883 | 128 074 | 147 237 | 85 149 | 93 744 | 158 552 | 151 834 |

## Service des marchandises
Cette gare est ouverte au service du fret.